# Устюгов, Николай Владимирович
Никола́й Влади́мирович Устю́гов (23 декабря 1896  [4 января 1897] или 23 декабря 1896, Синеглазово, Копейский городской округ — 24 сентября 1963, Вильнюс) — советский историк. Специалист по истории феодальной России.

## Биография
Родился в семье священника Владимира Владимировича и Екатерины Ивановны Устюговых. В 1907—1912 годах учился в Челябинском духовном училище. В 1918 году окончил Оренбургскую духовную семинарию, в 1924 году — общественно-педагогическое историческое отделение факультета общественных наук Московского университета.
В 1938 году защитил кандидатскую диссертацию по теме «Очерки по истории преобладающих видов труда в посадах восточной части Поморья в первой половине XVII века». В 1956 году защитил докторскую диссертацию по теме «Солеваренная промышленность Соли Камской в XVII веке». В 1959 году получил звание профессора.
После окончания семинарии работал учителем в железнодорожных школах близ Челябинска и Томска, недолго учился в Томском университете. Летом 1920 года был мобилизован в Красную армию и участвовал в боевых действиях против белых войск в Сибири.
Окончив Московский университет, работал в столичных библиотеках (Коммунистической академии, Политехнического музея и др.). В 1926—1928 годы заведовал библиотекой Института советского строительства, входившую в состав Коммунистической академии. С 1935 года — сотрудник Института истории АН СССР. С 1938 года одновременно преподавал в Историко-архивном институте (МГИАИ), читал лекции и вёл семинары по вспомогательным историческим дисциплинам.
В 1941—1945 годах служил в армии, участник Великой Отечественной войны, прошёл путь от красноармейца ополченской дивизии до командира подразделения технической разведки дорожного отдела 11-й гвардейской армии. Был награждён орденом Красной Звезды и медалями.
После окончания войны вернулся в Институт истории и Историко-архивный институт. В 1947 году создал в МГИАИ студенческий кружок по истории периода феодализма на территории СССР, 18 участников которого стали учёными, защитив под его руководством кандидатские диссертации.
Племянник — историк С. М. Троицкий (1930—1976).
Похоронен на Введенском кладбище (13 уч.).

## Научная деятельность
Автор около 150 научных трудов, большая часть которых посвящена проблемам экономического и социального развития Русского государства XVII века, занимался историей ремесла и мелкого товарного производства. Исследовал проблемы генезиса капиталистических отношений в промышленности России того времени. В своей докторской диссертации о солеваренной промышленности показал, что начало этих отношений в крупной промышленности России относится к XVII веку. В небольшой статье «Ремесло и мелкое товарное производство в Русском государстве XVII в.» («Исторические записки», т. 34, 1950) подверг тщательному анализу процесс формирования российского рынка. Был автором и редактором «Очерков истории СССР. Период феодализма», учебника для высших учебных заведений «История СССР», «Истории Москвы».
Автор большого количества работ по истории народов Поволжья, Приуралья, Урала и Севера России. Был одним из авторов и редактором «Очерков по истории Башкирской АССР», «Очерков по истории Коми АССР», руководил изданием многотомной серии источников и документов «Материалы по истории Башкирской АССР», участвовал в подготовке «Материалов по истории Казахской ССР», был редактором «Очерков истории Калмыцкой АССР». Заслуженный деятель науки Башкирской АССР (1957), являлся научным консультантом Института истории, языка и литературы Башкирского филиала АН СССР, автор исследований по истории башкирских восстаний XVII—XVIII веков.
Один из крупнейших специалистов в области вспомогательных исторических дисциплин, издал в пяти частях «Курс вспомогательных исторических дисциплин». Вместе со своей ученицей Е. И. Каменцевой опубликовал учебное пособие «Русская сфрагистика и геральдика» (1963).

Академик Л. В. Черепнин писал о нём: 

Два качества присущи Н. В. Устюгову как исследователю. Во-первых, он добивался предельной точности и конкретности в воспроизведении явлений прошлого и поэтому строил свои труды на громадном документальном (преимущественно архивном) материале. Во-вторых, он стремился к теоретическому осмыслению этого материала, к созданию на его основе концепции исторического развития.

## Труды
- Башкирское восстание 1662—1664 гг. // Исторические записки. — Т. 24. — М., 1947.
- Башкирское восстание, 1737—1739 гг. — М.—Л., 1950.
- Солеваренная промышленность Соли Камской в XVII веке: К вопросу о генезисе капиталистических отношений в русской промышленности. — М., 1957.
- Каменцева Е. И., Устюгов Н. В. Русская сфрагистика и геральдика: Учеб. пособие. — М.: Высшая школа, 1963. — 224 с. — 5000 экз.
  - Каменцева Е. И., Устюгов Н. В. Русская сфрагистика и геральдика. — Изд. 2-е. — М.: Высшая школа, 1974. — 264 с. — 31 000 экз.
- Каменцева Е. И., Устюгов Н. В. Русская метрология: Учеб. пособие. — М.: Высшая школа, 1965. — 256 с. — 4000 экз.
  - Каменцева Е. И., Устюгов Н. В. Русская метрология. — Изд. 2-е. — М.: Высшая школа, 1975. — 328 с. — 17 000 экз.
- Устюгов Н. В. Научное наследие: Экономическое развитие, классовая борьба и культура в Русском государстве в XVII в.: Народы Средней Азии и Приуралья в XIII—XVIII вв. / Ред. колл.: кандидаты ист. наук И. А. Булыгин, Н. Ф. Демидова, Б. В. Лёвшин; Архив Академии наук СССР. — М.: Наука, 1974. — 256 с. — 2700 экз. (в пер.) (Книга представляет собой сборник лекций по 4 спецкурсам).